# .450 Bushmaster

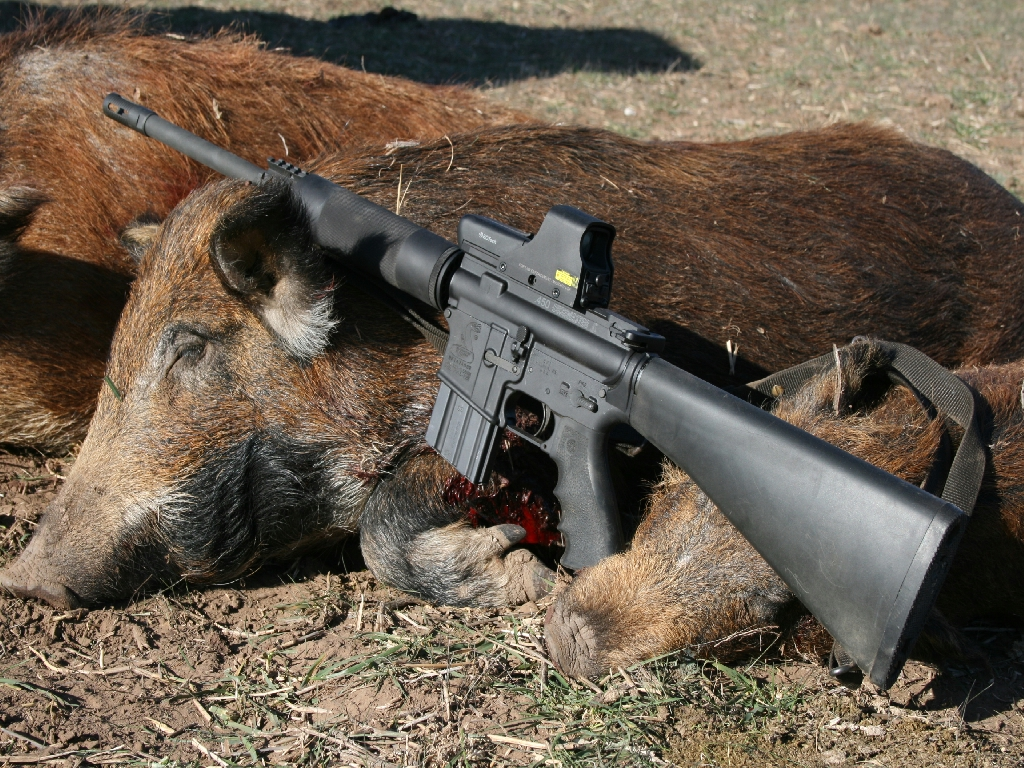
.450 Bushmaster був розроблений для полювання на великих тварин з сучасних гвинтівок.

.450 Bushmaster — гвинтівковий набій розроблений зброярем Тімом Лежандром (англ. Tim LeGendre) з компанії LeMag Firearms, та згодом ліцензований компанією Bushmaster Firearms International. .450 Bushmaster був створений для використання у стандартних гвинтівках M16 та AR-15 з використанням модифікованих магазинів та ствольних коробок.

## Історія
Ідея створення .450 Bushmaster походить від концепції, популяризованої американським збройним експертом та істориком зброї Джефом Купером. Купер був незадоволений зупиняючою дією малокаліберного патрона 5.56×45mm NATO (.223 Remington) що використовується у гвинтівках AR-15, та запропонував використовувати кулі великого калібру (.44 чи більше) у самозарядних гвинтівках для досягнення гарантованого ураження великих тварин з першого пострілу на відстані до 250 ярдів. Натхнений цим, Тім Лежандр розробляє .450 Bushmaster.

## Характеристики набою
Набій має настильну траєкторію на відстані до 200 ярдів. Місткість магазина зменшена у порівнянні зі стандартними під набій .223 Remington. Магазин з розміром, що дорівнює звичайному 10 зарядному .223 Rem, буде мати місткість 5 набоїв, 20 зарядному — 9, а 30 зарядному — 13 набоїв .450 Bushmaster. Набої виробляються компаніями Hornady та Remington.